# ŠNK Ivanovo
NK Ivanovo je hrvatski nogometni klub iz Ivanova, naselja u općini Viljevo, nedaleko Donjeg Miholjca u Osječko-baranjskoj županiji..
NK Ivanovo je član Nogometnog središta Donji Miholjac, te Županijskog nogometnog saveza Osječko-baranjske županije.
Klub je statusu mirovanja od jeseni 2021.

## Uspjesi kluba
- 2008./09. i 2019./2020. prvaci 3. ŽNL D. Miholjac

## Vanjska poveznice
- Općina Viljevo, službene internet stranice